# جون بي كوستاس
جون بي كوستاس (بالإنجليزية: John P. Costas)‏ هو مصرفي أمريكي، ولد في 27 يناير 1957.